# Bellegarde-en-Forez
Bellegarde-en-Forez ist eine französische Gemeinde mit 2.004 Einwohnern (Stand: 1. Januar 2022) im Département Loire in der Region Auvergne-Rhône-Alpes. Sie gehört zum Arrondissement Montbrison und zum Kanton Andrézieux-Bouthéon. Die Einwohner werden Bellegardois(es) genannt.

## Geografie
Die Gemeinde Bellegarde-en-Forez liegt am Westrand des Berglandes Monts du Lyonnais, etwa 22 Kilometer nordnordöstlich von Saint-Étienne in der historischen Landschaft Forez. Durch die Gemeinde fließt der Anzieux. Nachbargemeinden von Bellegarde-en-Forez sind Saint-Cyr-les-Vignes im Norden, Maringes im Nordosten und Osten, Chazelles-sur-Lyon im Osten, Saint-Galmier im Süden, Cuzieu im Südwesten sowie Saint-André-le-Puy im Westen.

## Bevölkerungsentwicklung
| Jahr                       | 1962 | 1968 | 1975 | 1982 | 1990 | 1999 | 2006 | 2015 | 2022 |
| -------------------------- | ---- | ---- | ---- | ---- | ---- | ---- | ---- | ---- | ---- |
| Einwohner                  | 1047 | 1043 | 1081 | 1200 | 1283 | 1464 | 1775 | 1979 | 2004 |
| Quellen: Cassini und INSEE |      |      |      |      |      |      |      |      |      |

## Sehenswürdigkeiten
- Kirche Saint-Ennemond
- Kapelle Saint-Pierre im Ortsteil Montmeyn

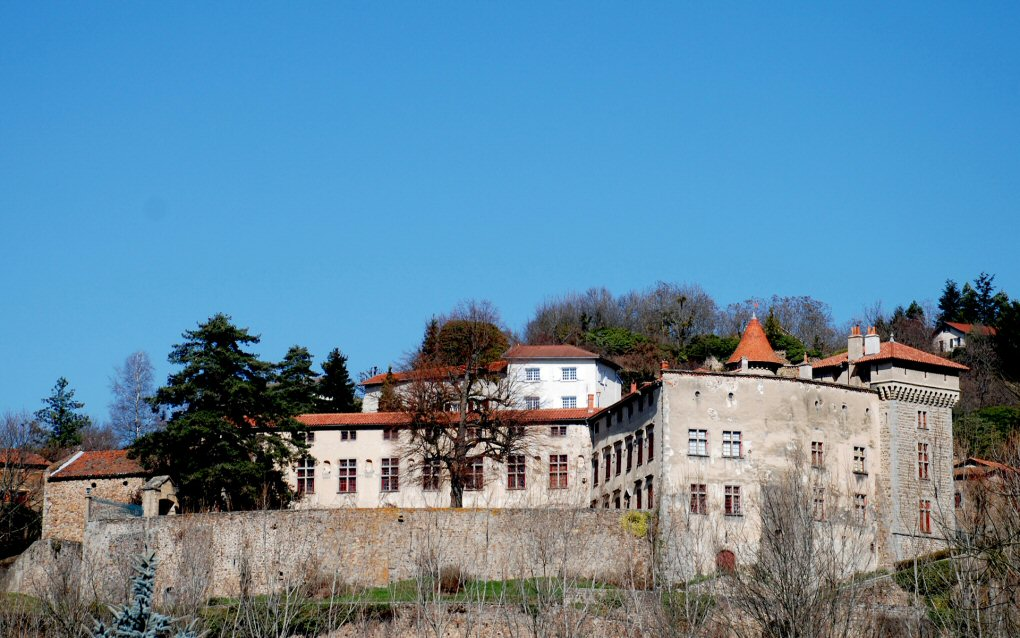
Schloss von Bellegarde

- Schloss
- Alte Mühle
- Ruinen des alten Zollgebäude